# Henry Ehrenberg
Henry Ehrenberg (geboren als Heinz Ehrenberg, 22. Juli 1912 in Schlochau, Deutsches Reich; gestorben 13. April 1993 in New York City) war ein deutschamerikanischer Chasan (Kantor).

## Leben
Heinz Ehrenberg war ein Sohn des Kantors Max Ehrenberg (1888–1984) und der Martha Finkelstein, er hatte drei Geschwister. Ehrenberg begann 1932 ein Medizinstudium an der Berliner Universität, das er nach der Machtübergabe an die Nationalsozialisten 1933 abbrechen musste. Ehrenberg besuchte daraufhin von 1934 bis 1936 das jüdische Lehrerseminar und machte eine Ausbildung zum Kantor bei Magnus Davidson (1877–1958). Ab 1936 war er als Kantor bei der Frankfurter Jüdischen Gemeinde tätig. Er heiratete 1938 Paula Hofmann, Tochter von Salomon und Frieda Hofmann aus Jena, die Opfer des Holocaust wurden. Ehrenberg wurde nach der Reichspogromnacht im KZ Buchenwald inhaftiert.
1939 gelang ihm und seiner Frau die Flucht nach England und 1940 die Überfahrt in die USA. Ehrenberg hielt sich zunächst mit Gelegenheitsarbeiten über Wasser und wurde dann 1942 Kantor der Hebrew Tabernacle Congregation, New York. 1944 erhielt er das Diplom des Hebrew Union College of Sacred Music, New York. Ehrenberg ging 1975 in den Ruhestand.